# Llerena
Llerena est une ville de la province de Badajoz située dans la région de l'Estrémadure en Espagne.
Au recensement de 2007, la cité comptait 5995 habitants.
Durant l'occupation arabe, la ville s'appelait Ellerina. Elle fut l'enjeu de luttes entre musulmans et chrétiens.
Elle fut définitivement conquise en 1243 par Pelay Pérez Correa, grand maître de l'ordre de Santiago sous le règne du roi Ferdinand III de Castille qui lui avait confié la reconquête de la Sierra Morena.
Durant la Guerre d'indépendance espagnole contre l'occupation française des troupes napoléoniennes, la ville fut gravement endommagée.
Parmi les personnages célèbres espagnols nés à Llerena : deux furent des explorateurs et chroniqueurs de la conquête espagnole en Amérique : le conquistador et chroniqueur Pedro Cieza de León et l'explorateur García López de Cárdenas.
Au cours de travaux effectués dans l'église, des ouvriers ont découvert un groupe de personnes momifiées emmurées vivantes datant de l'époque de l'Inquisition. Les traces de leurs ongles sur l'enduit des murs étaient visibles.